# Elatostema cuneatum
Elatostema cuneatum is een plantensoort uit de brandnetelfamilie (Urticaceae). De soort is een kruidachtige plant en komt voor in India, in delen van Zuidoost-Azië, het zuiden van China, het Koreaans Schiereiland, Japan en op het Indonesische eiland Java. De plant groeit op schaduwrijke plaatsen, voornamelijk in valleibossen en afgronden.